# Karina Bryantová
Karina Bryant, (* 27. leden 1979 Londýn, Spojené království) je bývalá reprezentantka Spojeného království v judu. Po zisku bronzové olympijské medaile v roce 2012 má v plánu v roce 2016 obhajovat olympijskou medaili v australském judogi.

## Sportovní kariéra
S judem začala v rodném Hershamu v 10 letech. Později se přesunula do nedalekého Camberley, kde se ve 14 se rozhodla sportu věnovat vrcholově. Od juniorským potvrzovala své kvality a přechod mezi seniorky zvládla bez problémů. Její devízou byla urostlá postava (185cm, váha nad 100kg), se kterou se uměla pohybovat.
V roce 1999 si třetím místem na mistrovství světa zajistila účast na olympijských hrách v Sydney. V olympijském roce 2000 se stala mistryní Evropy, ale formu na vrcholu sezony nepotvrdila. Prohrála těsně na body ve druhém kolem s Francouzkou Christine Cicot. Neúspěch jí však neodradil a v novém tisíciletí se řadila mezi nejlepší evropské judistky vůbec. Od roku 2002 jí však pomalu začali trápit zranění. V roce 2004 se bez větších potíží kvalifikovala na olympijské hry v Athénách, ale doplatila na náročný los. Prohrála v prvním kole s Kubánkou Beltrán.
Po úspěšném roce 2005 však přišel výsledkový pokles kvůli zraněním a špatné finanční situaci anglického juda. Na mistrovství světa v roce 2007 se ještě dokázala připravit a 5. místem si zajistit účast na olympijských hrách v Pekingu. Na samotnou účast by určitě ráda zapomněla. V prvním kole jí vyškolila Mexičanka Zambotti.
V roce 2009 se dokázala vrátit finálovou účastí na mistrovství světa, ale v roce 2011 jí opět zlobilo zdraví (krční pátěř). O účast na domácích olympijských hrách v Londýně se strachovat nemusela. Olympijskou medaili jí přál asi každý, ale cestu k ní neměla jednoduchou. Ve druhém kole se na juko vypořádala s favorizovanou Slovinkou Polavder a čtvrtfinále dokonce zachraňovala v posledních sekundách uči-matou. V semifinále proti Japonce Sugimotó tolik štěstí neměla. V boji o 3. místo se utkala s Ukrajinkou Kinderskou a zápas měl netradičně spád. V napínavém zápase dvakrát soupeřku kontrovala za wazari a mohla slavit bronzovou olympijskou medaili. Po hrách se rozhodla v kariéře pokračovat pod australskou vlajkou, kde žije její rodina.

## Výsledky

### Váhové kategorie
| Turnaj             | 1995       | 1996       | 1997       | 1998       | 1999       | 2000       | 2001       | 2002       | 2003       | 2004       | 2005       | 2006       | 2007       | 2008       | 2009       | 2010       | 2011       | 2012       |
| Turnaj             | 16         | 17         | 18         | 19         | 20         | 21         | 22         | 23         | 24         | 25         | 26         | 27         | 28         | 29         | 30         | 31         | 32         | 33         |
| Turnaj             | těžká váha | těžká váha | těžká váha | těžká váha | těžká váha | těžká váha | těžká váha | těžká váha | těžká váha | těžká váha | těžká váha | těžká váha | těžká váha | těžká váha | těžká váha | těžká váha | těžká váha | těžká váha |
| ------------------ | ---------- | ---------- | ---------- | ---------- | ---------- | ---------- | ---------- | ---------- | ---------- | ---------- | ---------- | ---------- | ---------- | ---------- | ---------- | ---------- | ---------- | ---------- |
| Olympijské hry     |            | —          |            |            |            | úč.        |            |            |            | úč.        |            |            |            | úč.        |            |            |            | 3.         |
| Mistrovství světa  | —          |            | —          |            | 3.         |            | 5.         |            | 3.         |            | 2.         |            | 5.         |            | 2.         | úč.        | 7.         |            |
| Mistrovství Evropy | —          | —          | —          | 1.         | 5.         | 1.         | —          | —          | 1.         | 2.         | 1.         | 7.         | —          | —          | —          | 3.         | —          | 3.         |
| MS juniorů         |            | 1.         |            | 1.         |            |            |            |            |            |            |            |            |            |            |            |            |            |            |
| ME juniorů         | 2.         | 2.         | 2.         | 1.         |            |            |            |            |            |            |            |            |            |            |            |            |            |            |

### Bez rozdílu vah
| Turnaj             | 1995 | 1996 | 1997 | 1998 | 1999 | 2000 | 2001 | 2002 | 2003 | 2004 | 2005 | 2006 | 2007 | 2008 | 2009 | 2010 | 2011 | 2012 |
| Turnaj             | 16   | 17   | 18   | 19   | 20   | 21   | 22   | 23   | 24   | 25   | 26   | 27   | 28   | 29   | 30   | 31   | 32   | 33   |
| ------------------ | ---- | ---- | ---- | ---- | ---- | ---- | ---- | ---- | ---- | ---- | ---- | ---- | ---- | ---- | ---- | ---- | ---- | ---- |
| Mistrovství světa  | —    |      | úč.  |      | —    |      | 2.   |      | 2.   |      | 2.   |      | —    | —    |      | úč.  | —    |      |
| Mistrovství Evropy | —    | —    | —    | —    | —    | —    | 3.   | 7.   | —    | —    | —    | —    | —    |      |      |      |      |      |